# Fara, Kostel
Fara je naselje v Občini Kostel, med leti 1998 in 2015 tudi njen prvi sedež.
Fara leži na robu ravnice ob reki Kolpi na križišču cest Kočevje–Petrina in Fara–Grgelj–Kot. V Fari stoji na dvignjenem mestu nad hišami župnijska cerkev Marije Vnebovzete, postavljena pred letom 1864. Zvonik ob cerkvi je starejšega datuma in je deloma ostanek protiturškega tabora. Cerkev je za razmere na tem koncu Slovenije velika in precej razkošno opremljena. V glavnem oltarju je Künlova slika Marijino vnebovzetje.
Skozi vas teče potok Nežica (imenovan tudi Prifarski jarak) in se v bližini izliva v Kolpo.